# Харьковский завод имени Т. Г. Шевченко
Харьковский приборостроительный завод имени Т. Г. Шевченко (ХПЗ, не путать с Харьковским паровозостроительным заводом) — один из крупнейших в СССР заводов по производству военной электроники и бытовой электротехники.
Входит в перечень предприятий, имеющих стратегическое значение для экономики и безопасности Украины.
Во времена СССР — режимное предприятие государственного значения (ПО «Монолит»). Также завод был известен как производитель магнитофонов и иной музыкальной техники высокого качества и надёжности.

## История
В 1900 году харьковским предпринимателем Г. А. Берлизовым был основан чугуномеднолитейный машиностроительный и котельный завод, производивший изделия из литья, металлоконструкции, инструмент.
После Октябрьской революции завод был национализирован.
В 1922 году заводу было присвоено имя Т. Г. Шевченко.
В 1925—1940 годы завод освоил серийный выпуск угольных сортировок, элеваторов, транспортёров, средств механизации для новостроек первых пятилеток, производство текстильных машин.
После начала Великой Отечественной войны завод увеличил выпуск продукции военного назначения, с приближением к городу линии фронта осенью 1941 года завод был эвакуирован в Пензу (где находился до 1943 года). После возвращения в Харьков в 1943 году началось восстановление завода.
В 1941—1945 годы завод выпускал военную продукцию: полковых и ротных миномётов, авиабомб, снарядов, пусковых ракетных установок БМ-13 «Катюша».
В 1946—1949 годы завод освоил производство текстильных машин и запасных частей к ним
- 1949—1953 годы разработка и производство авиационной аппаратуры «слепой» посадки самолётов, аппаратуры командных пунктов, диспетчерских радиолокаторов, специальной аппаратуры для ракетно-космической техники, в том числе для первого искусственного спутника Земли.
- 1954 год освоение производства бытовой радиоаппаратуры
- 1957 год изготовление аппаратуры для запуска космического корабля «Восток», пилотируемого Ю. А. Гагариным
- 1960—1965 годы изготовление аппаратуры траекторных и телеметрических измерений и медицинской аппаратуры, освоение производства бортовой и наземной аппаратуры управления баллистическими ракетами, изготовление систем управления космическими объектами
- 1971 год разработка и производство автоматизированных систем управления турбинами и оборудованием машзалов АЭС.
- 1972 год начало массового жилищного строительства хозяйственным способом, развитие социальной сферы и инфраструктуры — строительство детских дошкольных учреждений, ПТУ, школы, детского оздоровительного лагеря, баз отдыха.
- 1980 год освоение производства автоматизированных систем управления боевыми ракетными комплексами различного базирования.

В 1989 год ХПЗ освоил производство телекоммуникационной аппаратуры и автоматизированных систем управления гидротурбинами.
После развала СССР и последовавшего распада хозяйственных и кооперационных связей положение завода осложнилось. Производство продукции сократилось, началась приватизация объектов социальной инфраструктуры (из всей социальной инфраструктуры с курортами и домами культуры сохранился только стадион «Маяк», который постепенно разрушается).
В 1992—1997 годы завод освоил производство ряда приборов, систем, блоков и датчиков для бронетехники.
В 1997 год ХПЗ освоил производство автоматизированных систем управления турбинами ветроэлектростанций.
В 2000—2001 году завод освоил производство первых на Украине цифровых АТС и системы коммутации «КРОК-КН» для цифровых АТС. В дальнейшем, ХПЗ (ставший головной организацией в выполнении «Комплексной программы развития национальных средств связи в Украине») освоил выпуск цифровой коммутационной станции «ЕС-11» для телефонизации сельских районов.
В июле 2004 года ХПЗ освоил производство автодорожного светофора на светодиодах (однако объёмы их производства были невелики) (в 2007 году — разработал конструкцию железнодорожного светофора).
В 2007 году объём производства ХПЗ составил 110 млн гривен (на 26 % больше, чем в 2006 г.).
Начавшийся в 2008 году экономический кризис и вступление Украины в ВТО в мае 2008 года (сопровождавшееся ростом импорта промтоваров) осложнили положение завода. С 1 до 16 декабря 2008 ХПЗ приостановил работу, поскольку в результате насыщения рынка импортом продукцию завода перестали покупать.
В 2008—2009 годах ХПЗ модернизировал котельные, насосы и компрессоры, оснастив их электродвигатели регулируемым преобразователем частоты, что позволило повысить энергоэффективность производства.
5 августа 2009 года по требованию компании ООО «Санлайт Украина С. Р. Л.» областной хозяйственный суд Харьковской области возбудил дело о банкротстве ХПЗ.
10 сентября 2009 года был продан пионерский лагерь ХПЗ в пос. Гайдары Змиевского района Харьковской области.
Осенью 2009 года, после того, как харьковский завод имени Малышева начал производство танков БМ «Оплот» для вооружённых сил Таиланда, ХПЗ был привлечён к изготовлению комплектующих для систем управления танков «Оплот» (сумма контракта составила около 4 млн гривен). Также, завод освоил изготовление комплектующих для БТР-4 и танка Т-64БМ «Булат».
Кроме того, в октябре 2010 года ХПЗ получил государственный заказ на производство канализационных люков для коммунальных служб, а позднее освоил производство опор для ЛЭП.
25 ноября 2010 года был утверждён план санации завода, в соответствии с которым 30 января 2011 года для погашения задолженности предприятия были проданы 4 объекта завода. 1 февраля 2011 года было принято решение о увольнении 924 из 1800 работников предприятия и продолжении продаж имущества завода. В период до 26 апреля 2011 года на аукционах были проданы ещё несколько объектов недвижимости (в том числе, пансионат), оборудование и имущество ХПЗ общей стоимостью 6,8 млн гривен.
В дальнейшем, завод был включён в состав государственного концерна «Укроборонпром». В начале марта 2012 года в связи с наличием задолженности перед компанией-поставщиком электроэнергии был отключён от электроэнергии и в течение месяца производство было остановлено. В начале июня 2012 года ГК «Укроборонпром» выделил заводу беспроцентный кредит в размере 2 млн. гривен для нормализации работы предприятия. 28 сентября 2012 года за 2,3 млн гривен были проданы очередные помещения завода (корпус № 12 и два этажа в корпусе № 15)
25 февраля 2013 года завод остановил производство (цеха были обесточены и отключены от отопления). Простой предприятия продолжался до 13 мая 2013 года, после чего ХПЗ возобновил работу (но с 22 мая 2013 года перешёл на двухдневную рабочую неделю). С начала сентября 2013 года помимо выпуска гражданской продукции завод начал производство комплектующих для бронетранспортёров и танка БМ «Оплот».
В феврале 2014 года предприятие было привлечено к исполнению военного заказа. В начале февраля 2014 завод заключил контракт на поставку для харьковского завода специальных машин 10 комплектов приборных панелей для бронетехники (общей стоимостью 1 млн гривен).
По состоянию на 5 февраля 2014 года (после сокращения производственных помещений и работников), на заводе остались три из семи цехов и около 300 человек

## Награды и знаки отличия
- орден Ленина (1971)
- орден Трудового Красного Знамени (1960)

В 1994—1996 г.г. завод был награждён «Международной Золотой Звездой за качество» и «Международной премией за стремление к качеству»[уточнить].